# Ёлка и свадьба
«Ёлка и сва́дьба» — рассказ русского писателя XIX века Фёдора Михайловича Достоевского, впервые опубликованный в 1848 году в девятом номере журнала «Отечественные записки» Андрея Краевского.

## Создание и публикация
На основании общего образа неизвестного повествователя в данном рассказе и ряде других произведений Достоевского исследователи творчества писателя предполагают, что у Фёдора Михайловича всегда возникал замысел цикла подобных произведений. «Рассказы бывалого человека» должны были включать в себя три рассказа: «Отставной», «Домовой» и «Честный вор». В них рассказчик предстает перед читателями хроникёром, пересказывающим чужую историю. В рассказе «Ёлка и свадьба» тот же неизвестный рассказчик уже выступает очевидцем. Сходство рассказчика в этих произведениях с фланёром в фельетоне «Петербургской летописи» позволяет исследователям предположить, что цикл был задуман во второй половине 1847 года или в начале 1848 года.
31 августа 1848 года было получено окончательное разрешение Петербургского цензурного комитета на печать рассказа. Впервые рассказ был опубликован в 1848 году в девятом номере журнала «Отечественные записки» Андрея Краевского.

## Главные герои
Главным героем рассказа стал «добродетельный злодей» и «покровитель» слабых Юлиан Мастакович. Впервые данный персонаж возник на страницах «Петербургской летописи» 27 апреля 1847 года, однако его отдельные черты проявились уже в образе Быкова из романа «Бедные люди» 1846 года. В повести «Слабое сердце» к образу Юлиана Мастаковича добавились новые черты. Позже элементы характера данного персонажа можно обнаружить в Петре Александровиче из повести «Неточка Незванова», Лужине из романа «Преступление и наказание», Тоцком из романа «Идиот».
Другой герой рассказа — мальчик, сын гувернантки. При создании этого образа Достоевский затронул тему «рано задумывающихся детей». Характер сына гувернантки позднее нашёл отражение в образе «члена случайного семейства» в «Дневнике писателя». Для данного персонажа характерны ощущение своего униженного положения, непосредственность ребёнка и желание немножко «поподличать». Всё это позже нашло своё отражение при раскрытии образа Неточки в повести «Неточка Незванова», Нелли в романе «Униженные и оскорблённые», Аркадия Долгорукова в романе «Подросток» и Илюши Снегирёва в романе «Братья Карамазовы».

## Сюжет рассказа
Неизвестный рассказчик хочет рассказать об увиденной им свадьбе, но при этом возвращается мыслями на пять лет назад, чтобы пояснить своё впечатление от свадебной церемонии. За пять лет до этого он оказался приглашённым на детский новогодний праздник в одно состоятельное семейство. Там его внимание привлёк господин сытой, благообразной наружности — Юлиан Мастакович. В поисках уединения рассказчик удалился в пустующую гостиную, где кроме него была только одиннадцатилетняя девочка, обиженная чем-то другими детьми. Девочка была дочерью богатого откупщика, и, по слухам, на её будущее приданое было отложено триста тысяч рублей. Девочка этого ничего не знала, но просто в одиночестве играла с куклой, когда к ней присоединился десятилетний сын гувернантки, также обиженный чем-то другими детьми.
За их игрой и наблюдал неизвестный рассказчик, пока в эту игру не вмешался Юлиан Мастакович, начав оказывать знаки внимания девочке, а сына гувернантки попросив удалиться. Находившийся невидимым рассказчик увидел, как Юлиан Мастакович поцеловал девочку и предпринял неловкие объяснения своей внезапной любви к ребёнку, но сын гувернантки и не думал уходить. Девочка тоже не хотела прекращать своей игры с мальчиком, едва успокоившись от предыдущих обид. Юлиан Мастакович лишь досаждал ей. Она начала выгонять его из гостиной, на этот шум стал собираться народ. Юлиан Мастакович быстро покинул гостиную, преследуя с досады по пятам сына гувернантки и пытаясь выгнать его из-под стола, куда тот спрятался. Наблюдавший всю эту сцену рассказчик расхохотался, поскольку она напомнила ему сцену ревности, чем весьма сконфузил Юлиана Мастаковича, считавшегося самым важным и уважаемым гостем в этом доме.
На смех рассказчика появился хозяин, весьма озадаченный увиденным. Чтобы сгладить непонятный ему до конца инцидент, он перевёл разговор в деловое русло и предложил Юлиану Мастаковичу похлопотать о призрении за казённый счёт для мальчика, которое ему ранее было неопределённо обещано, но Юлиан категорически воспротивился этому. После этого рассказчик вновь разразился смехом прямо в глаза Юлиану Мастаковичу, бесцеремонно спросив окружающих, женат ли Юлиан, и получил ответ, что тот женат не был. Прошло пять лет, и рассказчик случайно натолкнулся на свадебную процессию, где женихом был Юлиан Мастакович, а невестой — та самая девочка, повзрослевшая и похорошевшая, но бледная и грустная, с выплаканными глазами. В толпе толковали о пятистах тысячах её приданого.

## Художественные особенности
В жанровом отношении рассказ близок к фельетону.